# Ilex condorensis
Ilex condorensis är en järneksväxtart som beskrevs av Jean Baptiste Louis Pierre. Ilex condorensis ingår i släktet järnekar, och familjen järneksväxter. Inga underarter finns listade i Catalogue of Life.